# 2899 Runrun Shaw
2899 Runrun Shaw là một tiểu hành tinh được phát hiện bởi các nhà thiên văn học ở Đài thiên văn Tử Kim Sơn, Trung Quốc, vào năm 1964. Nó được đặt theo tên của Thiệu Dật Phu, nhà sản xuất phim của Hong Kong thập niên 1960 và 1970.